# قائمة المدن والبلدات في ماليزيا
قائمة المدن والبلدات في ماليزيا. تصنف ماليزيا جميع المناطق المأهولة بالسكان إلى ثلاث فئات: منطقة أو بلدية أو مدينة. في حين أن حدود المقاطعات تقتصرعلى حدود المقاطعات الفردية التي ترسمها الدولة، فإن بعض البلديات والمدن تتكون من عدة مناطق مكونة أصغر حجمًا والتي تشكل مكانتها المرتفعة حكومة محلية. وبالتالي فإن هذه القائمة تشمل فقط المحليات الإدارية الشاملة التي تحددها حكوماتها المحلية.

## معاير الإختيار
يحتوي هذا الجدول كافة المدن والبلديات والمناطق في ماليزيا التي يتجاوز عدد سكانها 250 ألف نسمة، وذلك بحسب الإحصائيات المنشورة في التعداد السكاني الماليزي لعام 2020 من قبل دائرة الإحصاءات الماليزية (DOSM). وهناك 34 منطقة مأهولة بالسكان في ماليزيا يزيد عدد سكانها عن 250 ألف نسمة. ويوجد في جميع الولايات الثلاثة عشر والأقاليم الفيدرالية مدينة أو بلدية أو منطقة واحدة على الأقل يزيد عدد سكانها عن 250 ألف نسمة.